# Världsutställningen 1913

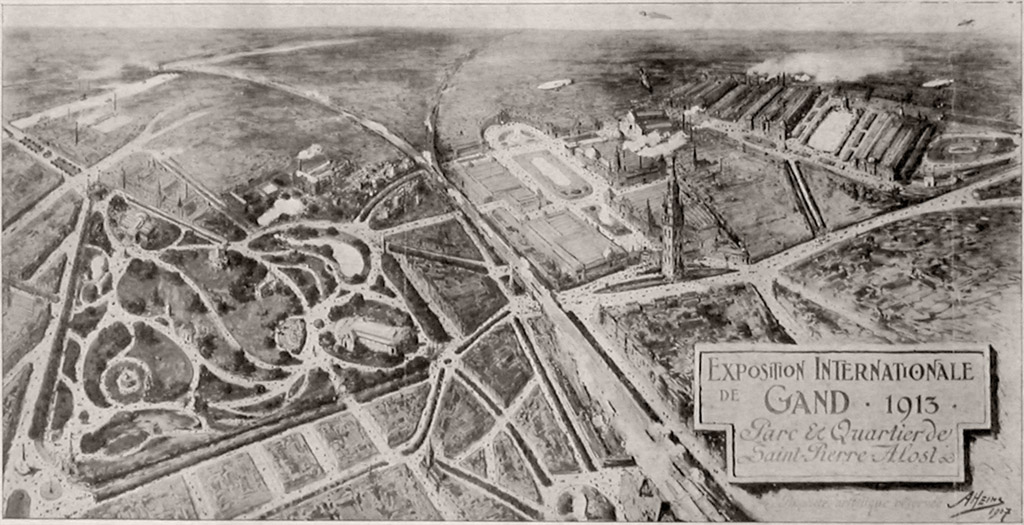
Utställningsområdet.

Världsutställningen 1913 ägde rum i Gent i Belgien 1913. Det var den 18:e världsutställning som erkändes officiellt av Bureau International des Expositions (BIE).